# Bodymoor Heath
Bodymoor Heath – wieś w Anglii, w hrabstwie Warwickshire, w dystrykcie North Warwickshire. Leży 33 km na północ od miasta Warwick i 160 km na północny zachód od Londynu.